# 維新政友会

維新政友会のロゴ

維新政友会（いしんせいゆうかい）は、韓国第四共和国時代の大韓民国国会において、統一主体国民会議（国民会議）が選出した国会議員（国会の全議席数の3分の1に該当する議席数分）によって構成された朴正煕大統領与党系の院内交渉団体である。院内において歩調を合わせて活動することを目的に結成された。

## 概要
1973年2月27日に行なわれた第9代総選挙後の3月5日に、朴正熙大統領が国民会議選出の国会議員候補73名（予備候補14名）を一括推薦し、7日に国民会議が地域ごとに推薦候補に対する一括投票で承認した議員によって1973年3月10日に創立大会を開催して結成された。初代会長は白斗鎮。院内総務会や、議員団など、一応の政党機能は備えていた。実質的に、朴大統領が国会を掌握するための前衛部隊としての役割を担っていた。
1979年10月26日、朴正煕が暗殺されると、存在意義を失い、第五共和国憲法制定とともに、解体した。